# اواندر (اسطوره‌شناسی)
ایواندر در اسطوره‌شناسی یونانی و اسطوره‌شناسی روم ممکن است به یکی از موارد زیر اشاره داشته باشد:
- ایواندر، پادشاه لیکیه‌ای‌ها که جانشین پدرش سارپدون، پسرزئوس و ائوروپه، در سلطنت لیکیا شد. او با دیدمیا، دختر بلروفون ازدواج کرد و از او یک پسر سارپدون داشت.[۱]
- ایواندر، یک شاهزاده تروآ (شهر) در نقش پسر حرامزاده شاه پریاموس تروی توسط یک صیغه ناشناس.[۲]
- اواندر پالانتیوم، خردمندترین در میان آرکادیا (منطقه)، که به ایتالیا مهاجرت کرد جایی که شهر پالانتیوم را تأسیس کرد. او پسرهرمس و کارمنتیس، یک نیمف ماهر در هنر پیشگویی بود.[۳]